# Spreewaldkrimi: Die Tränen der Fische
Die Tränen der Fische ist ein deutscher Fernsehfilm von Thomas Roth aus dem Jahr 2011. Er ist der dritte Film aus der Kriminalfilmreihe Spreewaldkrimi und wurde am 28. März 2011 im ZDF als „Fernsehfilm der Woche“ ausgestrahlt.

## Handlung
Kriminalkommissar Thorsten Krüger ermittelt gemeinsam mit dem jungen Staatsanwalt Matthias Panasch in einem Mordfall, bei dem der Privatdetektiv Eberhard Lunger erschossen wurde. Nachforschungen im Hotel zeigen, dass er unter anderen die Wissenschaftlerin Lisa Engel observiert hatte, die zurzeit in Lübbenau Umweltrecherchen betreibt. Aber auch über den Hotelbetreiber Karsten Hellstein hatte er Nachforschungen angestellt.
Kommissar Krüger kommt dahinter, dass Panasch einen kriminellen Vater hat, der gerade erst nach 15 Jahren im Gefängnis entlassen wurde und hier in den Spreewald zurückgekehrt ist. Da der Tote dessen ehemaliger Komplize war, schließt Krüger nicht aus, dass Panaschs Vater in den Fall verstrickt ist. Er konfrontiert Panasch mit seinen Erkenntnissen und fordert ihn auf, den Fall abzugeben. Panasch rechtfertigt sich, dass er mit seinem Vater gebrochen hat und ihn dafür verantwortlich macht, seiner Mutter und ihm nur Unglück gebracht zu haben. Sein Vater hatte ihn zwar vor kurzem aufgesucht, doch er hätte ihn des Hauses verwiesen.
Unerwartet erscheint Panaschs Vater trotzdem bei seinem Sohn und spricht sich mit ihm aus. Harry Ritter erklärt ihm, dass er seine Schuld abgesessen hätte. Den Mord, für den er allerdings zuletzt verurteilt wurde, hätte er nicht begangen. Aber er wollte seine Komplizen nicht verraten, das könnte er auch jetzt noch nicht. Nachdem allerdings „Schlange“, der dritte Komplize, den Sohn des Staatsanwalts entführt, um Ritter zu zwingen, das Versteck ihrer damaligen Beute zu verraten, wendet sich das Blatt. Ritter versucht zunächst allein mit „Schlange“ fertig zu werden, von dem er sich sicher ist, dass er Eberhard Lunger erschossen hatte. Er kann seinen Enkel befreien, doch wird dabei „Schlange“ erschossen, sodass Ritter sich erneut für den Tod eines Menschen verantworten muss. Dass auch dieses Mal nicht er den tödlichen Schuss abgegeben hat, sondern eigentlich sein Sohn aus Angst um das Kind, verschweigt er in der Hoffnung, damit das zerrissene Band zu seinem eigenen Sohn reparieren zu können.

## Hintergrund
Die Dreharbeiten erfolgten 2010.

## Rezeption

### Einschaltquote
Die Erstausstrahlung von Die Tränen der Fische am 28. März 2011 wurde in Deutschland von 6,14 Millionen Zuschauern gesehen und erreichte einen Marktanteil von 18,3 Prozent für das ZDF.

### Kritik
Rainer Tittelbach von tittelbach.tv meinte: „Der dritte ZDF-Spreewaldkrimi beginnt als atmosphärisches Puzzle aus zehn Figuren und mehreren Geschichten, die nach und nach zusammengfügt werden. Geschichten um Schuld und Sühne, um einen Vater-Sohn-Konflikt, der nach Versöhnung schreit. Das ist komplex, aber nie kompliziert und mit Uwe Kockisch gibt es einen, der den Zuschauer emotional mit nimmt auf dem Weg durch diesen Film. Ein echtes Ensemble-Stück mit dem Hang zu einer offenen ‚realistischen‘ Dramaturgie. Ein Fernsehfilm, der zum genauen Hinsehen verführt.“
Bei Quotenmeter.de äußerte sich Jakob Bokelmann: „Wieder hat es Drehbuchautor Thomas Kirchner geschafft, einen klassischen Kriminalfall zu konzipieren, der ganz anders ist als seine Genrekollegen. Denn so ganz weiß der Zuschauer nie, was er da gerade eigentlich schaut: Bei Kirchner trifft ein intelligent inszenierter Krimi auf ein so komplexes wie spannendes Familiendrama, das dem Krimi seine Würze verleiht - und umgekehrt.“ Weiter schrieb er: „Die große Freude zur Sorgfalt und zu Details [ist] unverkennbar: Kein noch so kleiner Nebenstrang bleibt unaufgelöst, vormals aufgetauchte Figuren verschwinden nicht einfach am Setbüffet, sondern tauchen in kleinen Nebenrollen wieder auf.“
Die Kritiker der Fernsehzeitschrift TV Spielfilm meinten, der Krimi biete „viel Atmosphäre und starke[s] Ensemble“.

## Buchausgabe
Das Drehbuch ist im Frühjahr 2022 als Teil der Gesamtausgabe der Spreewaldkrimi-Drehbücher von Thomas Kirchner als Buch erschienen. Eine Besonderheit ist dabei, dass die gedruckte Version der ursprünglichen Intention des Autors folgt und insofern Abweichungen von der filmischen Umsetzung enthalten kann.